# Chýstovice
Chýstovice (německy Cheystowitz) jsou obec v okrese Pelhřimov v Kraji Vysočina. Žije zde 45 obyvatel, čímž se Chýstovice řadí mezi obce v Česku s nejnižším počtem obyvatel.
Vesnice Chýstovice je typická vesnice návesního typu. Kolem obrovské návsi (větší než Staroměstské náměstí v Praze) jsou soustředěny prakticky všechny domy.

## Historie
První písemná zmínka o obci pochází z roku 1360.

## Obyvatelstvo
| Rok            | 1869 | 1880 | 1890 | 1900 | 1910 | 1921 | 1930 | 1950 | 1961 | 1970 | 1980 | 1991 | 2001 | 2011 | 2021 |
| -------------- | ---- | ---- | ---- | ---- | ---- | ---- | ---- | ---- | ---- | ---- | ---- | ---- | ---- | ---- | ---- |
| Počet obyvatel | 327  | 335  | 305  | 269  | 322  | 324  | 274  | 192  | 145  | 127  | 93   | 70   | 53   | 24   | 39   |
| Počet domů     | 48   | 48   | 49   | 50   | 45   | 45   | 48   | 45   | 38   | 35   | 32   | 34   | 35   | 36   | 37   |

## Obecní správa
V roce 1869 Chýstovice byly jako osada obce k Černičí v okrese Ledeč. V letech 1880–1976 byly obcí v okrese  Ledeč (1880–1910), poté v okrese Ledeč nad Sázavou (1921–1930), poté v okrese Pacov (1950) a později v okrese Pelhřimov. Od 1. dubna 1976 do 31. prosince 1991 patřily jako část obce ke Košeticím a od 1. ledna 1992 jsou opět samostatnou obcí.

### Části obce
- Chýstovice
- Jedlina

## Galerie

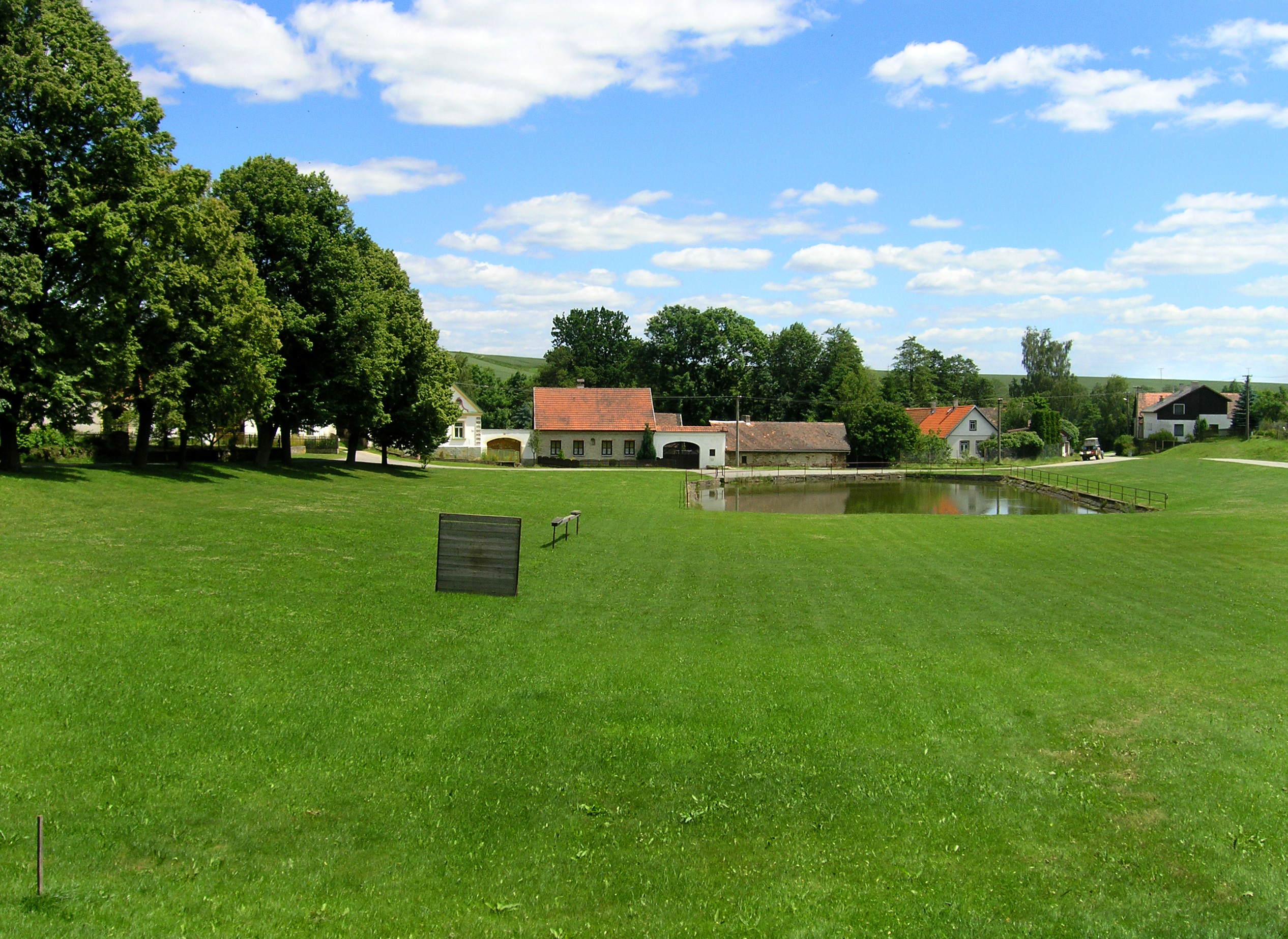
Velká náves
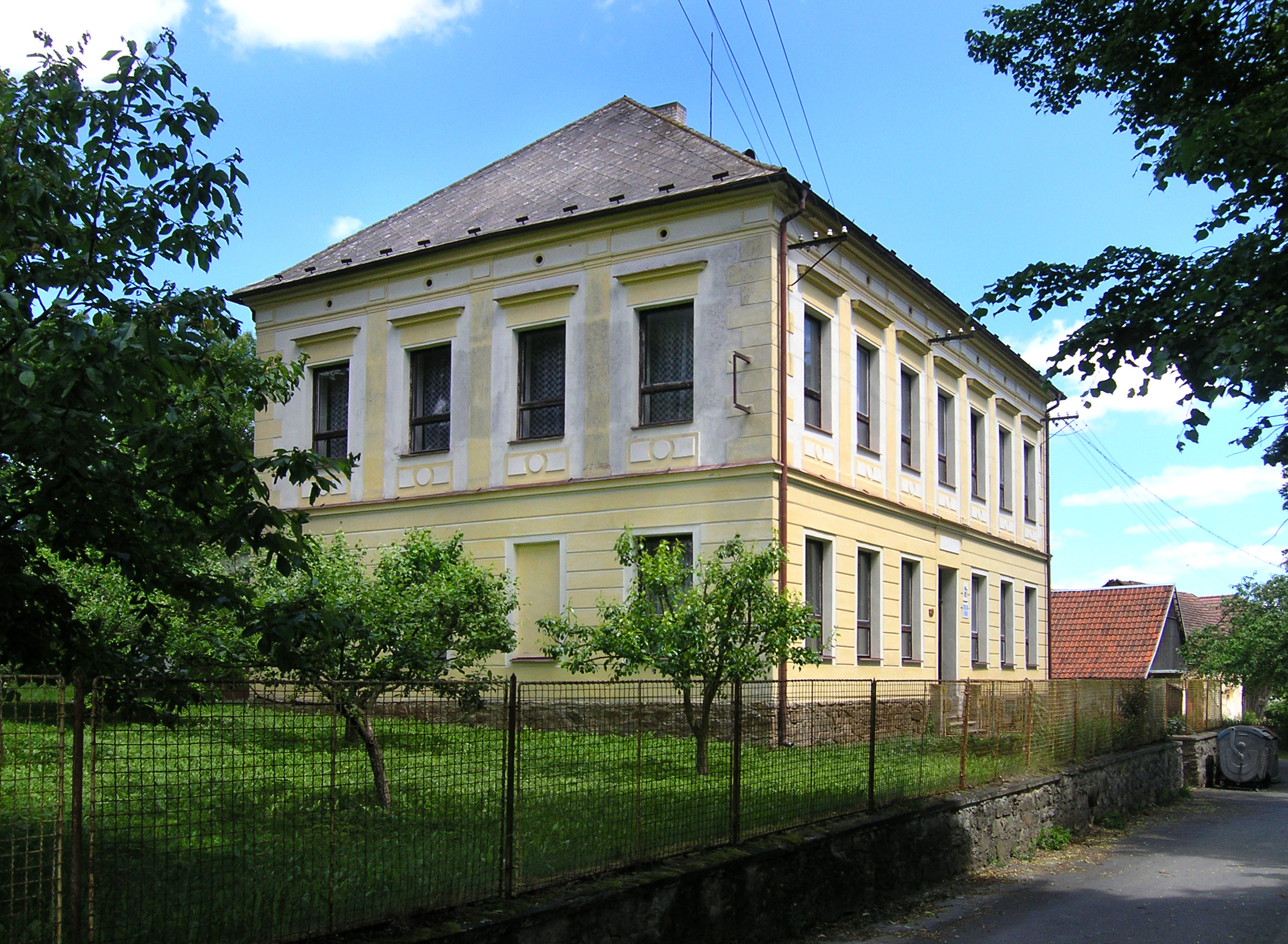
Obecní úřad